# Бесница
Бесница (на словенски: Besnica) е село в Словения, регион Средна Словения, община Любляна. Според Националната статистическа служба на Република Словения през 2015 г. селото има 233 жители.